# Zohra Ben Lakhdar Akrout
Zohra Ben Lakhdar Akrout, née le 12 mars 1943, originaire de l'archipel des Kerkennah, est une physicienne tunisienne.

## Biographie
Originaire de l'archipel tunisien des Kerkennah, Zohra Ben Lakhdar naît dans une famille de dix enfants, d'un père ingénieur engagé dans les mouvements syndicalistes et anti-colonialistes et d'une mère au foyer. Elle effectue ses études secondaires à Sousse, une ville portuaire située un peu plus au nord sur la côte méditerranéenne, à plus de 25 kilomètres du domicile familial. En 1956, après l'indépendance de la Tunisie, sa famille quitte les Kerkennah pour rejoindre Tunis. Bachelière, elle intègre en 1963 la faculté des sciences de Tunis, alors toute récente, à une époque où les jeunes femmes tunisiennes n’accèdent pas ou rarement aux études supérieures : elles sont alors cinq jeunes femmes sur 200 étudiants en sciences. Elle y obtient une licence de physique. En 1967, elle obtient une bourse pour prolonger son parcours universitaire à Paris, à la récente, là encore, faculté des sciences d'Orsay (de nos jours le campus d'Orsay fait partie de l’université Paris-Sud),. Elle se spécialise en spectroscopie et obtient son doctorat en 1978.
Malgré des propositions d’emploi en France, elle revient en Tunisie. Elle y crée, avec son mari, un laboratoire de spectroscopie. Ses travaux de recherche portent sur l’étude des interactions moléculaires, en utilisant les rayonnements infrarouges. En 1994, elle est élue à l'Académie islamique des sciences. Professeure à l'université de Tunis, plus précisément au département de physique de la faculté des sciences de Tunis, elle est récompensée par le Prix L'Oréal-Unesco pour les femmes et la science en 2005 « pour ses expériences et ses modèles en spectroscopie infrarouge et pour leurs applications (détection de la pollution, médecine, etc.) ». Ses recherches permettent notamment de mesurer la présence de méthane dans l'air et la pollution de l'eau de mer.
Elle est membre de l'Académie tunisienne des sciences, des lettres et des arts.

## Principales publications
- Zohra Ben Lakhdar, Dominique Perrin et Robert Lennuier, « Étude expérimentale des ailes de la raie 2 537 Å du mercure perturbée par le krypton et le xénon », Journal de physique, vol. 37, nos 7-8,‎ 1976, p. 831-843.
- Zohra Ben Lakhdar, Dominique Perrin et Robert Lennuier, « Sur les potentiels d'interaction Hg (6 1S0) ou Hg (6 3P1)-gaz rares », Journal de physique, vol. 39, no 2,‎ 1978, p. 137-151.
- (en) Hassene Gritli, Zohra Ben Lakhdar, Gilberte Chambaud et Pavel Rosmus, « Ro-vibronic spectrum of the N2O+ ion in the X 2Π state », Chemical Physics, vol. 178, nos 1-3,‎ 1993, p. 223-233 (ISSN 0301-0104).
- (en) Souad Lahmar, Zohra Ben Lakhdar, Gilberte Chambaud et Pavel Rosmus, « Theoretical spectroscopic data for the X2B1 and A2A1 states of H2S+ », Journal of Molecular Structure: THEOCHEM, vol. 333, nos 1-2,‎ 1995, p. 29-37 (ISSN 0166-1280).
- (en) Nebil Ben Nessib, Zohra Ben Lakhdar et Sylvie Sahal-Bréchot, « Stark broadening of neutral oxygen lines in the impact and quasistatic approximations », Physica Scripta (en), vol. 54, no 6,‎ 1996, p. 608-613 (ISSN 1402-4896).
- (en) A. Maalej, Mohamed Bahri, Younes Abid, Nejm-Eddine Jaïdane, Zohra Ben Lakhdar et A. Lautié, « Raman study of low temperature phase transitions in the cubic perovskite CH3NH3PbCI3 », Phase Transitions: A Multinational Journal, vol. 64, no 4,‎ 1998, p. 179-190 (ISSN 0141-1594).
- (en) Mounir Ben El Hadj Rhouma, Hamid Berriche, Zohra Ben Lakhdar et Fernand Spiegelman, « One-electron pseudopotential calculations of excited states of LiAr, NaAr, and KAr », Journal of Chemical Physics, vol. 116, no 5,‎ 2002, p. 1839-1849 (ISSN 0021-9606).
- (en) Jalloul Ben Ahmed, Neila Terzi, Zohra Ben Lakhdar et Guy Taïeb, « Temporal characterization of a plasma produced by interaction of laser pulses with water solutions », Laser Chemistry, vol. 20, nos 2-4,‎ 2002, p. 111-122 (ISSN 0278-6273).
- (en) Jalloul Ben Ahmed, Zohra Ben Lakhdar et Guy Taïeb, « Kinetics of laser induced plasma on an aqueous surface », Laser Chemistry, vol. 20, nos 2-4,‎ 2002, p. 123-134 (ISSN 0278-6273).
- (en) Zohra Ben Lakhdar, « Following the light: opening doors to science in Tunisia », Science, vol. 310, no 5753,‎ 2005, p. 1435-1437 (ISSN 0036-8075).
- (en) Riadh Riahi, Philippe Teulet, Zohra Ben Lakhdar et Alain Gleizes, « Cross-section and rate coefficient calculation for electron impact excitation, ionisation and dissociation of H 2 and OH molecules », The European Physical Journal D, vol. 40, no 2,‎ 2006, p. 223-230 (ISSN 1434-6060).
- (en) H. Koussa, Mohamed Bahri, Nejm-Eddine Jaïdane et Zohra Ben Lakhdar, « Kinetic study of the reaction H2O2+ H→ H2O+ OH by ab initio and density functional theory calculations », Journal of Molecular Structure: THEOCHEM, vol. 770, nos 1-3,‎ 2006, p. 149-156 (ISSN 0166-1280).
- (en) Mounir Ben El Hadj Rhouma, Zohra Ben Lakhdar, Hamid Berriche et Fernand Spiegelman, « Rydberg states of small Na Ar n* clusters », Journal of Chemical Physics, vol. 125, no 8,‎ 2006, p. 084315 (ISSN 0021-9606).
- (en) Jaouhra Cherif, Najoua Derbel, Mohamed Nakkach, Hubertus von Bergmann, Fatma Jemal et Zohra Ben Lakhdar, « Analysis of in vivo chlorophyll fluorescence spectra to monitor physiological state of tomato plants growing under zinc stress », Journal of Photochemistry and Photobiology (en) B: Biology, vol. 101, no 3,‎ 2010, p. 332-339 (ISSN 1011-1344).
- (en) Sami Hamzaoui, R. Khleifia, Nejm-Eddine Jaïdane et Zohra Ben Lakhdar, « Quantitative analysis of pathological nails using laser-induced breakdown spectroscopy (LIBS) technique », Lasers in Medical Science (en), vol. 26, no 1,‎ 2011, p. 79-83 (ISSN 0268-8921).
- (en) Yvon Mbesse Kongbonga, Hassen Ghalila, Marthe Boyomo Onana, Youssef Majdi, Zohra Ben Lakhdar, Houda Mezlini et Sylvie Sevestre-Ghalila, « Characterization of vegetable oils by fluorescence spectroscopy », Food and Nutrition Sciences, vol. 2, no 7,‎ 2011, p. 692 (ISSN 2157-944X).
- (en) Yvon Mbesse Kongbonga, Hassen Ghalila, Marthe Boyomo Onana et Zohra Ben Lakhdar, « Classification of vegetable oils based on their concentration of saturated fatty acids using laser induced breakdown spectroscopy (LIBS) », Food Chemistry, no 147,‎ 2014, p. 327-331 (ISSN 0308-8146).

### Webographie
- « Biographie de Zohra Ben Lakhdar Akrout », sur africansuccess.org.
- « Recherche scientifique : une Tunisienne dans la cour des grands », sur tunisia-today.com.
- « Remise du prix à Ben Lakhdar Akrout », sur esprit.ens.tn.